# پائولینا (آیووا)
پائولینا (به انگلیسی: Paullina) شهری در ایالت آیووا کشور ایالات متحده آمریکا است که جمعیت آن در سرشماری سال ۲۰۱۰ میلادی، ۱٬۰۵۶ نفر بوده‌است.